# دن کرنشا
دن کرِنشا (انگلیسی: Dan Crenshaw؛ زادهٔ ۱۴ مارس ۱۹۸۴) نماینده منتخب مجلس نمایندگان ایالات متحده آمریکا از حوزه انتخابیه دوم تگزاس است. او که از اعضای حزب جمهوری‌خواه (ایالات متحده آمریکا) است، سابقاً افسر یگان ویژه نیروی دریایی ایالات متحده آمریکا بوده‌است.
همچنین برندهٔ جوایزی همچون نشان ستاره برنزی شده‌است.

## مواضع سیاسی

### سیاست خارجی
کرنشا مدافع همکاری و حمایت از دولت اسرائیل است.
در سال ۲۰۱۹، کرنشا از قطعنامه‌ای در مخالفت با تصمیم رئیس جمهور ترامپ برای عقب‌نشینی سربازان آمریکا از سوریه حمایت کرد، و گفت که این اقدام نظامیان ترکیه را در شمال سوریه تشجیع می‌کند.
کرنشا از تصمیم رئیس جمهور ترامپ برای کشتن سرلشکر ایرانی قاسم سلیمانی حمایت کرد.
کرنشا به همراه سناتور تام کاتن، طرحی را ارائه کرد که اجازه می‌دهد در سوانح مرتبط با جراحت یا فوت علیه دولت‌های خارجی دعوی مدنی انجام شود. این قانون در پاسخ به دنیاگیری کروناویروس و فراخوان‌ها برای مسئول دانستن حکومت چین برای این که این دولت «گذاشت ویروس پراکنده شود» طرح شد.